# 대한민국 해운항만청
해운항만청(海運港灣廳, Korea Maritime and Port Administration)은 항만의 건설 및 운영과 해운에 관한 사무를 관장하는 대한민국의 옛 중앙행정기관이다. 1977년 12월 16일 항만청을 개편하여 발족하였으며 1996년 8월 7일 수산청과 통합하여 해양수산부로 개편되면서 폐지되었다.

## 설치 근거 및 소관 업무
- 정부조직법 [법률 제3011호, 1977.12.16 일부개정] 제40조[1]
- 해운항만청직제 [대통령령 제8794호, 1977.12.30 일부개정] 제1조[2]

## 연혁
- 1977년 12월 16일 - 항만청을 폐지하고 해운항만청을 설치.
- 1994년 12월 23일- 건설교통부의 외청으로 소속 변경.
- 1996년 8월 7일 - 수산청과 통합하여 해양수산부를 신설.

## 조직
| - 감사담당관 ( 1977.12 ~ 1996.08 ) - 개발국 ( 1981.11 ~ 1996.08 ) - 공보담당관 ( 1977.12 ~ 1996.08 ) - 군산지방해운항만청 ( 1977.12 ~ 1996.08 ) - 군산항건설사무소 ( 1980.05 ~ 1996.03 ) - 기획관리관 ( 1977.12 ~ 1996.08 ) - 대산지방해운항만청 ( 1996.04 ~ 1996.08 ) - 동해지방해운항만청 ( 1980.05 ~ 1996.08 ) - 마산지방해운항만청 ( 1977.12 ~ 1996.08 ) | - 목포지방해운항만청 ( 1977.12 ~ 1996.08 ) - 묵호지방해운항만청 ( 1977.12 ~ 1980.05 ) - 부산지방해운항만청 ( 1977.12 ~ 1996.08 ) - 비상계획담당관 ( 1977.12 ~ 1996.08 ) - 선박국 ( 1994.04 ~ 1996.08 ) - 선원선박국 ( 1979.03 ~ 1994.04 ) - 시설국 ( 1977.12 ~ 1981.11 ) - 여수지방해운항만청 ( 1977.12 ~ 1996.08 ) - 운영국 ( 1977.12 ~ 1979.03 ) - 운영국 ( 1981.11 ~ 1992.02 ) | - 울산지방해운항만청 ( 1977.12 ~ 1996.08 ) - 인천지방해운항만청 ( 1977.12 ~ 1996.08 ) - 재무관리관 ( 1983.11 ~ 1994.04 ) - 재무관리관(기업회계담당)실 ( 1983.11 ~ 1994.04 ) - 재무관리관(재정담당)실 ( 1983.11 ~ 1994.04 ) - 재무국 ( 1978.03 ~ 1981.11 ) - 재무담당관 ( 1981.11 ~ 1983.11 ) - 재무담당관(기업회계담당)실 ( 1981.11 ~ 1983.11 ) - 재무담당관(재정담당)실 ( 1981.11 ~ 1983.11 ) - 제주지방해운항만청 ( 1977.12 ~ 1996.08 ) | - 제주항건설사무소 ( 1980.05 ~ 1994.04 ) - 총무과 ( 1977.12 ~ 1996.08 ) - 포항지방해운항만청 ( 1977.12 ~ 1996.08 ) - 항로표지기지창 ( 1979.03 ~ 1996.08 ) - 항무국 ( 1979.03 ~ 1981.11 ) - 항무국 ( 1992.02 ~ 1996.08 ) - 해상안전관리관 ( 1994.04 ~ 1996.08 ) - 해상안전관리관(기획담당)실 ( 1994.04 ~ 1996.08 ) - 해상안전관리관(지도담당)실 ( 1994.04 ~ 1996.08 ) - 해운국 ( 1977.12 ~ 1996.08 ) |

## 역대 청장

### 해운항만청장
| 정부        | 대수           | 이름                             | 임기                                | 출신지                   | 출신학교                                                             | 비고 |
| ----------- | -------------- | -------------------------------- | ----------------------------------- | ------------------------ | -------------------------------------------------------------------- | --- |
| 제 4 공화국 | 초대           | 강창성(姜昌成)                   | 1977년 12월 16일 ~ 1980년 2월 22일  | 경기 포천                | 육사                                                                 | 제14·16대 국회의원 |
| 제 4 공화국 | 2대            | 이범준(李範俊)                   | 1980년 2월 22일 ~ 1980년 12월 2일   | 강원 명주 (현 강원 강릉) | 육사                                                                 | 국방부 방위산업차관보&제11·12대 국회의원                                                                                      |
| 제 4 공화국 | 3대            | 문명린(文明麟)                   | 1980년 12월 2일 ~ 1983년 7월 13일   | 평남 개천                | 동국대                                                               | 해운항만청장&교통부 수송조정실장&교통부 차관                                                                                  |
| 제 5 공화국 | 3대            | 문명린(文明麟)                   | 1980년 12월 2일 ~ 1983년 7월 13일   | 평남 개천                | 동국대                                                               | 해운항만청장&교통부 수송조정실장&교통부 차관                                                                                  |
| 4대         | 한준석(韓準石) | 1983년 7월 13일 ~ 1984년 2월 3일 | 경남 부산 (현 경남과 분리)          | 서울대                   | 경제과학심의회의 상임위원&한국생산기술사업단 이사장&대한테니스협회장 | |
| 5대         | 정연세(鄭然世) | 1984년 2월 3일 ~ 1987년 5월 19일 | 경기 경성 (현 서울)                 | 서울대                   | 해운항만청 시설국장·차장                                             | |
| 6대         | 조경식(曺京植) | 1987년 5월 19일 ~ 1988년 3월 3일 | 경남 밀양                           | 서울대                   | 한국해양대 총장&환경처 장관&농림수산부 장관&공정거래위원회 위원장    | |
| 노태우 정부 | 7대            | 진념(陳稔)                       | 1988년 3월 4일 ~ 1990년 1월 31일    | 전북 부안                | 서울대                                                               | 재무부 차관&기획예산처 장관&노동부 장관&동력자원부 장관&경제부총리&기아그룹 회장                                              |
| 노태우 정부 | 8대            | 안공혁(安恭爀)                   | 1990년 1월 31일 ~ 1990년 12월 28일  | 강원 원주                | 서울대                                                               | 재무부 제2차관보&보험감독원장&대한손해보험협회장                                                                              |
| 노태우 정부 | 9대            | 안상영(安相英)                   | 1990년 12월 28일 ~ 1992년 4월 20일  | 경남 동래 (현 부산)      | 서울대                                                               | 부산광역시장&부산매일신문 사장&부산영상위원회 위원장                                                                          |
| 노태우 정부 | 10대           | 강동석(姜東錫)                   | 1992년 4월 20일 ~ 1993년 3월 4일    | 전북 전주                | 경희대                                                               | 교통부 관광지도국장·육운국장·기획관리실장&건설교통부 장관&수도권신공항건설공단 이사장&인천국제공항공사 사장&한국전력공사 사장 |
| 문민 정부   | 11대           | 염태섭(廉台燮)                   | 1993년 3월 5일 ~ 1993년 10월 18일   | 전남 나주                | 서울대                                                               | 해운항만청 차장&교통부 수송정책국장                                                                                           |
| 문민 정부   | 12대           | 김철용(金徹容)                   | 1993년 10월 18일 ~ 1995년 12월 23일 | 일본 나고야              | 서울대                                                               | 교통부 항공국장 |
| 문민 정부   | 13대           | 이부식(李富植)                   | 1995년 12월 23일 ~ 1996년 8월 7일   | 경기 경성 (현 서울)      | 서울대                                                               | 대통령비서실 경제·건설교통비서관&과학기술처 차관                                                                              |

### 해운항만청 차장
| 정부        | 대수           | 이름                             | 임기                               | 출신지              | 출신학교                                     | 비고                                         |
| ----------- | -------------- | -------------------------------- | ---------------------------------- | ------------------- | -------------------------------------------- | -------------------------------------------- |
| 제 4 공화국 | 2대            | 문명린(文明麟)                   | 1977년 12월 16일 ~ 1980년 7월 31일 | 평남 개천           | 동국대                                       | 해운항만청장&교통부 수송조정실장&교통부 차관 |
| 제 4 공화국 | 3대            | 정연세(鄭然世)                   | 1980년 7월 31일 ~ 1984년 2월 3일   | 경기 경성 (현 서울) | 서울대                                       | 해운항만청 시설국장&해운항만청장             |
| 제 5 공화국 | 3대            | 정연세(鄭然世)                   | 1980년 7월 31일 ~ 1984년 2월 3일   | 경기 경성 (현 서울) | 서울대                                       | 해운항만청 시설국장&해운항만청장             |
| 4대         | 한태열(韓泰烈) | 1984년 2월 3일 ~ 1987년 7월 3일  |                                    |                     | 대통령비서실 사정비서관                      |                                              |
| 5대         | 황규진(黃圭鎭) | 1987년 7월 3일 ~ 1990년 3월      | 경남 울주 (현 울산 울주)           | 연세대              | 부산지방해운항만청장&해운항만청 선원선박국장 |                                              |
| 5대         | 황규진(黃圭鎭) | 1987년 7월 3일 ~ 1990년 3월      | 경남 울주 (현 울산 울주)           | 연세대              | 부산지방해운항만청장&해운항만청 선원선박국장 | 노태우 정부                                  |
| 6대         | 염태섭(廉台燮) | 1990년 3월 ~ 1992년 5월 1일      | 전남 나주                          | 서울대              | 해운항만청장                                 |                                              |
| 7대         | 김광득(金光得) | 1992년 5월 1일 ~ 1996년 1월 24일 |                                    |                     |                                              |                                              |
| 7대         | 김광득(金光得) | 1992년 5월 1일 ~ 1996년 1월 24일 | 문민 정부                          |                     |                                              |                                              |
| 8대         | 이항규(李恒圭) | 1996년 1월 24일 ~ 1996년 8월 7일 | 충남 공주                          | 연세대              | 해운항만청 선박국장&해양수산부 장관          |                                              |